# Hannah Twynnoy
Hannah Twynnoy (* 1669 oder 1670; † 23. Oktober 1703) war nach zeitgenössischen Quellen der erste Mensch in Großbritannien, der durch einen Tiger getötet wurde. Nach den Angaben auf einer nicht mehr erhaltenen Gedenkplakette war Twynnoy eine Bardame, die im Lion Pub im in der Grafschaft Wiltshire gelegenen Malmesbury gearbeitet hat.

### Grabstein

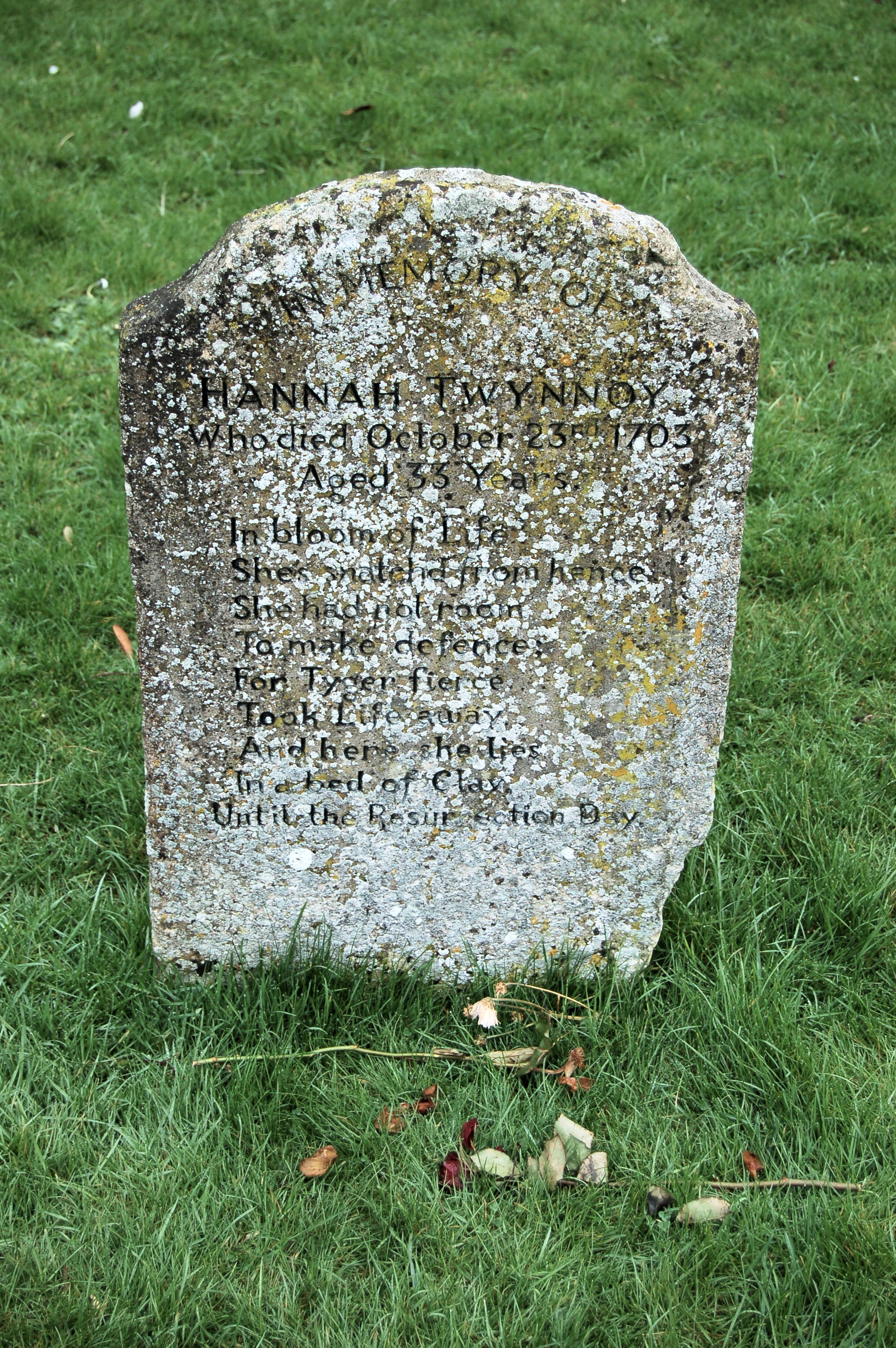
Hannah Twynnoys Grabstein, Friedhof von Malmesbury Abbey

Auf dem Grabstein befinden sich Name, Alter zum Zeitpunkt des Todes (33 Jahre am 23. Oktober 1703) sowie ein Gedicht.
In bloom of Life

She’s snatchd from hence,

She had not room

To make defence;

For Tyger fierce

Took Life away.

And here she lies

In a bed of Clay,

Until the Resurrection Day.

### Plakette
Der Historiker John Bowen fand genauere Aufzeichnungen zu dem Vorfall, die in der victorianischen Zeit einer Plakette entnommen worden sind, die sich an der Gemeindekirche von Hullavington, einem 8 Kilometer von Malmesbury entfernten Dorf, befunden haben soll.

#### Inhalt
To the memory of Hannah Twynnoy. She was a servant of the White Lion Inn where there was an exhibition of wild beasts, and amongst the rest a very fierce tiger which she imprudently took pleasure in teasing, not withstanding the repeated remonstrance of its keeper. One day whilst amusing herself with this dangerous diversion the enraged animal by an extraordinary effort drew out the staple, sprang towards the unhappy girl, caught hold of her gown and tore her to pieces.

#### Übersetzung
Zur Erinnerung an Hannah Twynnoy. Sie war eine Bedienstete des White Lion Inn, wo eine Ausstellung wilder Tiere stattfand, zwischen diesen befand sich auch ein äußerst kämpferischer Tiger, welchen zu necken unbesonnen sie Freude fand, ungeachtet der wiederholten Vorhaltungen durch dessen Besitzer. Eines Tages, als sie sich durch diese gefährliche Zerstreuung vergnügte, riss das erzürnte Tier, durch außerordentliche Anstrengung, den Pflock aus dem Boden, sprang auf das unglückliche Mädchen zu, bekam ihr Kleid zu fassen und riss sie in Stücke.